# István Apáti
 (novembre 2017).
Si vous disposez d'ouvrages ou d'articles de référence ou si vous connaissez des sites web de qualité traitant du thème abordé ici, merci de compléter l'article en donnant les références utiles à sa vérifiabilité et en les liant à la section « Notes et références ».
Dans le nom hongrois Apáti István, le nom de famille précède le prénom, mais cet article utilise l’ordre habituel en français István Apáti, où le prénom précède le nom.
István Apáti, né le 23 mars 1978 à Csenger, est une personnalité politique hongroise, député à l'Assemblée nationale. Engagé à l'extrême droite, il est membre du Jobbik puis de Mouvement Notre patrie.